# Réseau Centurie
Le réseau Centurie était un service de renseignement français, créé en 1940 par le colonel Rémy, avec l'aide d'Alfred Touny.

## Histoire
Fondé en septembre 1940, le réseau Centurie est un réseau de renseignements rallié à la France libre.
C'est l'un des premiers réseaux du Bureau central de renseignements et d'action (BCRA). Ce réseau français libre est l'un des plus importants réseaux de renseignements militaires de la Résistance. Il est aussi l'un des tout premiers créés en France, via un agent de premier plan envoyé vers la métropole dès l'été 1940 par le 2e Bureau de la France Libre, Gilbert Renault dit « Raymond » (plus tard « colonel Rémy »).
Le réseau Centurie se constitue initialement sur la côte nord du Léon, de Saint-Pol-de-Léon à Goulven en passant par Roscoff, sous l'impulsion de Tilly et De Lantivy. Fort d'environ 120 membres, principalement des médecins et des pharmaciens, il surveille les mouvements des ports, gares et du camp d'aviation de Ploujean et recueille des aviateurs alliés. À la suite d'une dénonciation, 18 d'entre eux (Eugène Bernard, Joseph Combot, Jean Grall, André Hamon, Alain Kerguinou, Jean L'Hostis, Paul Le Bigot, Claude Le Guen, Yves Le Morvan, Germain Léaustic, Georges Leclair, Jean Long, Jean Mériadec, Jean Pleyber, François Stephan, Joseph Tanguy, Charles Thébaud et Joseph Trividic) sont arrêtés à partir du 26 juin 1944 par la Gestapo, emprisonnés à Morlaix, puis à Brest à Pontaniou, et disparaissent. Leurs restes ont été découverts en 1962 sur le plateau du Bouguen à Brest.
Après le début de la construction du mur de l'Atlantique par le Troisième Reich et le débarquement manqué de Dieppe, les services anglais de renseignements demandent au réseau de lui fournir des informations sur les moyens de franchir le mur. Certains membres du réseau, du fait de leur profession, recueillent de nombreux renseignements sur les chicanes, les portes. D'autres fabriquent des faux papiers permettant aux résistants de s'approcher du mur. L'un d'eux, René Duchez, peintre en bâtiment, réussit à subtiliser une carte du Cotentin indiquant l'emplacement de toutes les défenses, obstacles sous-marins, barrières sur les plages, passages champs de mines (les vrais et les faux) jusqu'au moindre abri. Cet exploit est mis en scène dans le film de Marcel Camus Le Mur de l'Atlantique.
Les membres du réseau Centurie sont parvenus à rassembler plus de 3 000 documents sur le mur de l'Atlantique.
Plus de la moitié des membres sont morts fusillés ou en déportation.

## Personnalités du réseau Centurie
- René Duchez
- Robert Kaskoreff
- Jacques Piette
- Gilbert Renault, dit colonel Rémy
- Alfred Touny